# Hidrant
Hidrantul este un dispozitiv care permite legarea mai multor furtunuri în același timp la conductele de distribuție a apei sub presiune.